# Домаћин
Домаћин је „глава“ породице. Овај термин се данас више везује за село где се живи у кући а око куће је окућница која је ограђена тарабом. Домаћин је човек који са породицом живи на имању и он је прва особа која се пита и која одлучује шта ће се сејати, шта ће се продати, а шта купити.
У Србији реч домаћин има изузетну тежину. Домаћин је пре свега поштена особа, особа која води рачуна о имању и укућанима. Домаћин не пије, не карта се, не виси по кафанама. Он ради све што може да његово домаћинство напредује.
Домаћин и његово имање су обично такви да се домаћин сматра имућним али домаћин може бити и сиромашан. Важан је његов став према животу, породици и околини. 
Домаћин је најчешће најстарија особа у породици. Није редак случај да његову реч поштује и његов син иако има своју породицу.
Домаћин слуша шта кажу укућани али његова реч је задња. Укућани од домаћина очекују савет.
Домаћин госта дочекује на капији имања а укућани стоје на вратима куће.
Постојао је обичај да се домаћину љуби рука. 
У случају смрти домаћина, синови се „деле“ тј. сваки добија део имања и на свом делу постаје домаћин.

## Види јиш
- Домаћица